# Wingardium Leviosa
Wingardium Leviosa is in de boekenreeks van J.K.Rowling over Harry Potter een toverspreuk om objecten te laten zweven.
In het eerste boek is Hermelien Griffel de eerste in haar klas die deze spreuk succesvol uitvoert. Ze leert Ron Wemel de handbeweging die bij deze spreuk nodig is goed uit te voeren, waarna hij er uiteindelijk een trol mee weet te verslaan. Ook in het tweede boek speelt de spreuk een prominente rol. De spreuk wordt dan gebruikt om muffins te laten zweven, zodat Vincent Korzel en Karel Kwast ze zeker zouden vinden en opeten. Aan de muffins was een slaapdrank toegevoegd. Korzel en Kwast vielen onmiddellijk in slaap, waardoor Harry en Ron hun plan (Draco Malfidus uit te horen door zich voor te doen als zijn maatjes Korzel en Kwast) konden uitvoeren.